# Speed Queen
Speed Queen est un groupe de hard rock français, originaire de Mulhouse. Actif entre 1977 et 1983, le groupe compte deux albums ; éponyme, publié en 1980, et II publié en 1982.

## Biographie
Démarrant son parcours sous le nom de Black Rats, le groupe se rebaptise Speed Queen en 1978. Il fait la première partie de Scorpions à Strasbourg en 1978 avant de participer à la compilation éditée par le label Crypto, Rock d'Ici, où deux de ces titres, Be Bad Man et One of these Days figurent. En juin-juillet 1979, le groupe fait la première partie lors de la tournée française de Motörhead, Lemmy s'étant lié d'amitié avec le groupe, il les invite pour deux concerts en Angleterre.
Jean-Claude Pognant, propriétaire du label Crypto (Ganafoul, Little Bob Story entre autres), les signe pour un premier album. Le groupe est alors composé de Stewie (Martine Hammerer) au chant, Agnain Martin et Joël Montemagni aux guitares, Terry Smajda à la basse et Speedy à la batterie. Chanté en anglais, l'album est enregistré au Château d'Hérouville en neuf jours, mixage compris, et sort en janvier 1980. Peu satisfait du résultat, le groupe veut se séparer du label Crypto, mais celui-ci refuse dans un premier temps avant de lâcher prise en 1982.
Le rock chanté en français étant de mise au début des années 1980 (Trust, Téléphone), Speed Queen décide de faire de même pour le prochain album. Il signe un contrat avec la major CBS Records pour un deuxième album qu'il enregistre en avril 1982 à Londres, aux Basing Street Studios. Lemmy fait une apparition pour les chœurs sur le titre Revanche. Ce dernier album comprend qu'un seul morceau en anglais, registre qui ne plait pas à tous les membres et qui provoque la séparation du groupe en 1983.
Stewie s'essaie sans grand succès au rock FM avec l'album Gypsy paru en 1984, qui est suivi du single Cœur en guenilles en 1986,. Elle devient plus tard la compagne de Norbert Krief, guitariste de Trust avec qui elle enregistrera l'album Marche avec moi en 1994.

## Membres
- Stewie - chant (1977–1983)
- Agnain Martin - guitare (1977–1983)
- Joël Montemagni - guitare (1977–1983)
- Terry Smajda - basse (1977–1983)
- Bernard « Speedy » Reichstadt - batterie, percussions (1977–1980)
- Claude Kayser  / Maurice Gibault - basse

## Discographie
- 1980 : Speed Queen (Crypto)
- 1982 : Speed Queen II (CBS)